# Эрнст, Франц Антон
Франц Антон Эрнст (нем. Franz Anton Ernst, чеш. František Antonín Ernst; 3 декабря 1745, Санкт-Георгенталь, Богемия, ныне Йиржетин-под-Едловоу, Чехия — 13 января 1805, Гота) — немецкий скрипач и скрипичный мастер.
Учился играть на скрипке у своего деда, затем поступил в ученики органиста в Варнсдорфе, пел в хоре мальчиков в Нойцелле, продолжал учиться игре на скрипке в коллегиуме иезуитов в Загане. Затем изучал философию и право в Праге, после чего работал секретарём у графа Сальма. Учился у Антонио Лолли во время его пребывания в Праге, затем отправился совершенствовать своё мастерство в Страсбург к учителю Лолли Францу Штаде. С 1778 г. и до конца жизни играл в придворной капелле герцогства Саксен-Кобург-Гота, с 1801 г. концертмейстер. Занимался также композицией, но опубликован был единственный концерт для скрипки с оркестром ми бемоль мажор.
Наряду с исполнительской работой Эрнст занимался также изготовлением скрипок, выступая при этом против различных конструктивных новшеств. Книга Эрнста «Учебник для всех скрипачей» (нем. Lehrbuch für alle Violinspieler) включает как раздел про устройство и изготовление скрипки, так и раздел, посвящённый исполнительскому мастерству.